# Saint-Christophe-du-Foc
Saint-Christophe-du-Foc é uma comuna francesa na região administrativa da Normandia, no departamento Mancha. Estende-se por uma área de 3,59 km². Em 2010 a comuna tinha 433 habitantes (densidade: 120,6 hab./km²).